# Galaxie neregulată

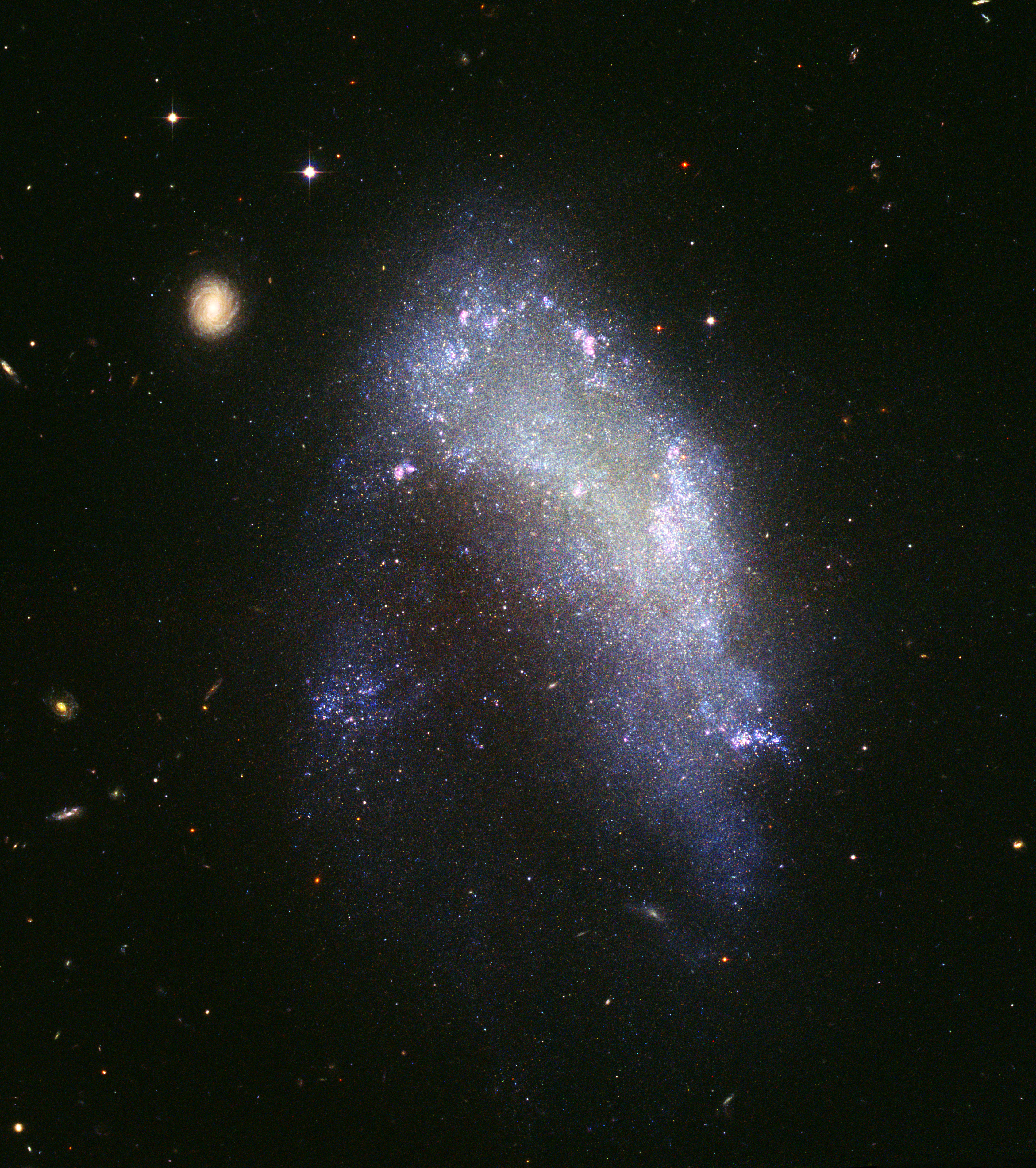
NGC 1427A, un exemplu de galaxie neregulată aflată la ~52 MAl distanță.

O galaxie neregulată este un tip de galaxie care nu are o formă regulată distinctă, spre deosebire de galaxiile de tip spirală și eliptică.  Forma galaxiilor neregulate este neobișnuită; nu există nicio regulă după care pot fi clasificate, cum sunt galaxiile din secvența Hubble, și adesea par a avea o structură haotică sau dezordonată, fără nucleu galactic sau brațe spiralate.
Se estimează că toate galaxiile neregulate la un loc reprezintă până la un sfert din totalul galaxiilor. Majoritatea acestora erau odată galaxii eliptice sau spirale, dar au fost deformate din cauza schimbării atracțiilor gravitaționale. Majoritatea acestor galaxii pot conține cantități mari de gaz și praf.  Asta nu este neapărat valabil și pentru neregulatele pitice. 

## Galerie

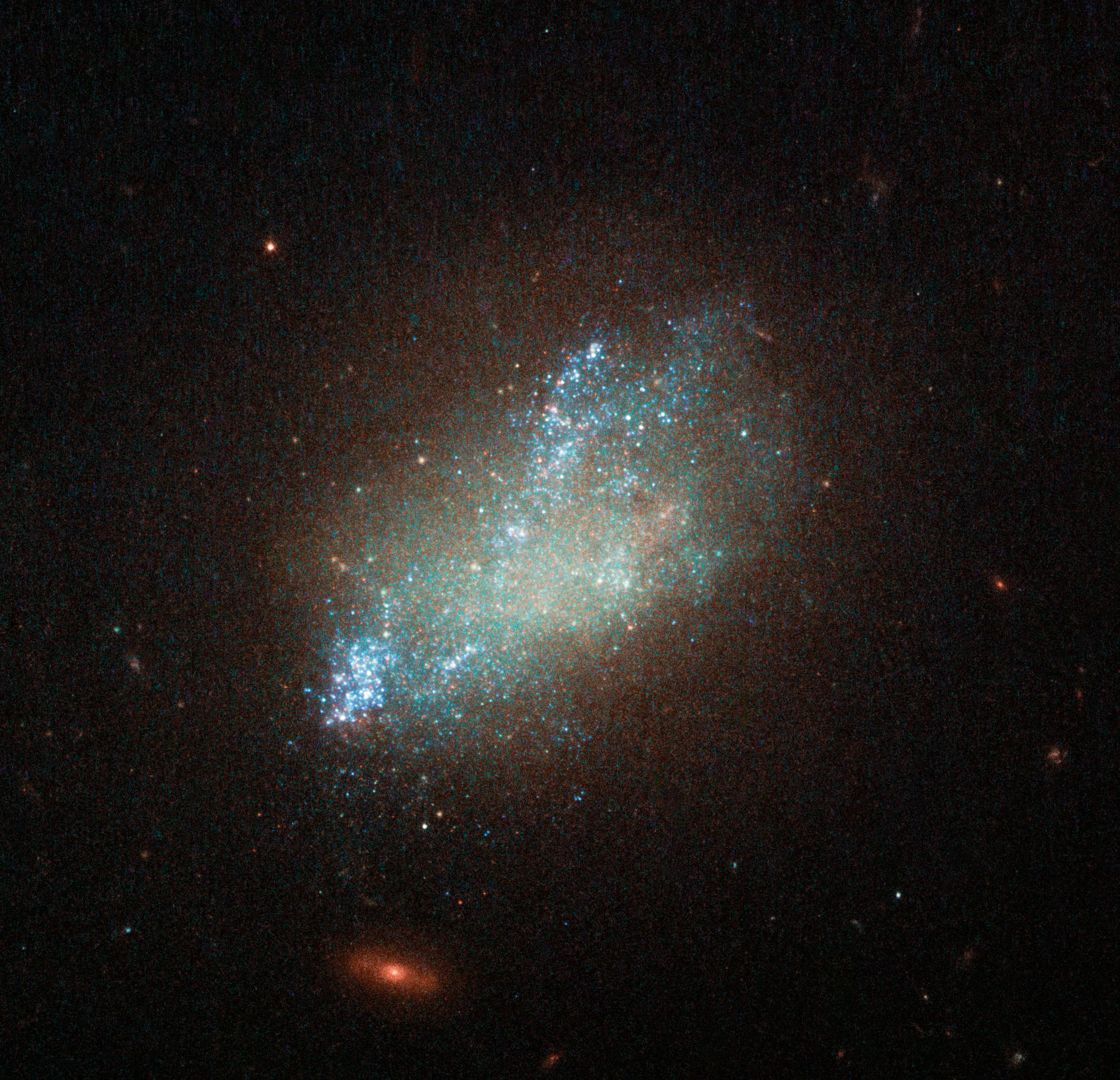
IC 559 este o galaxie de tipul Sm.
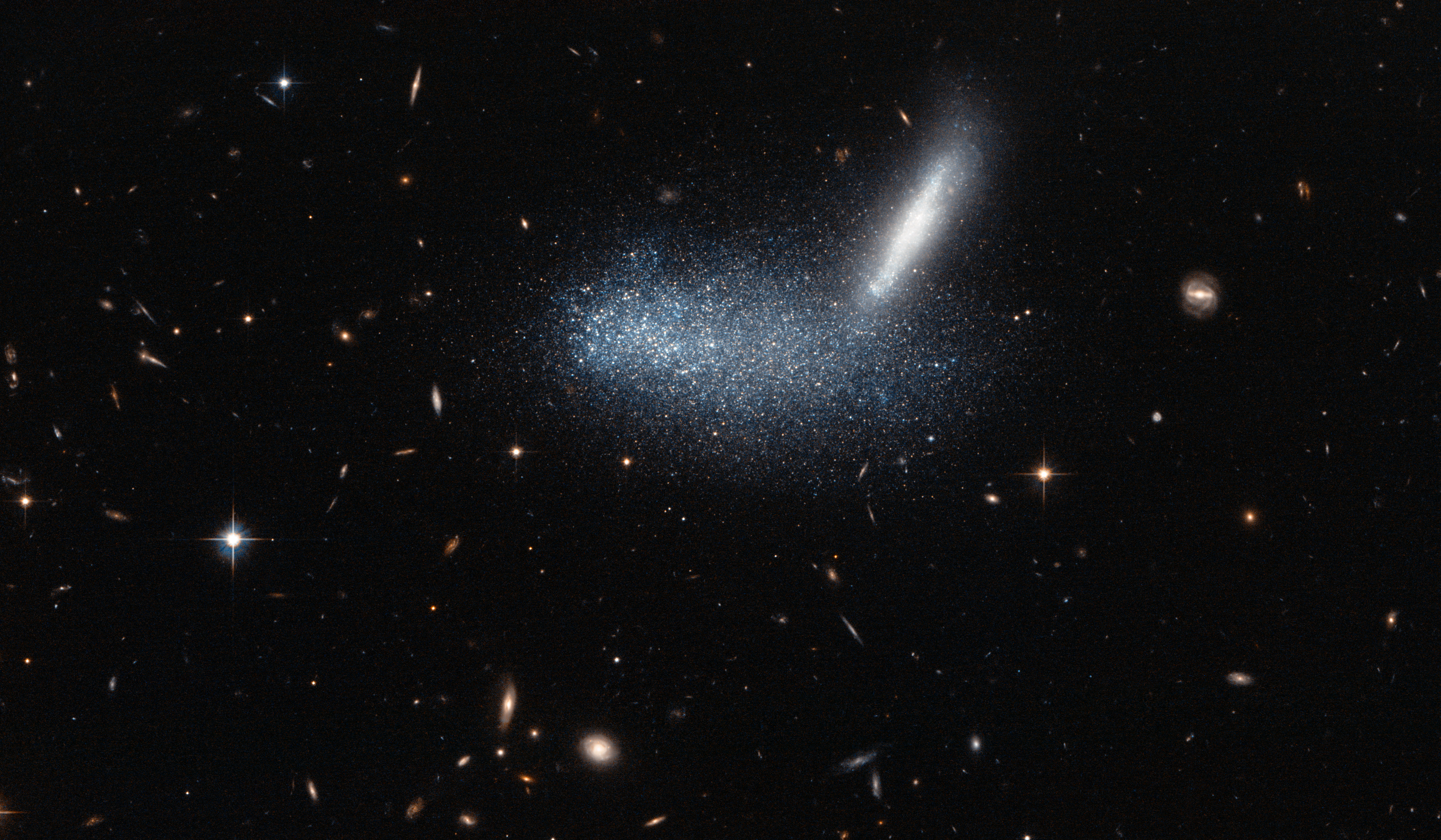
Galaxia neregulată pitică PGC 16389 acoperă galaxia vecină APMBGC 252+125-117.